# Wolfgang Wosolsobe

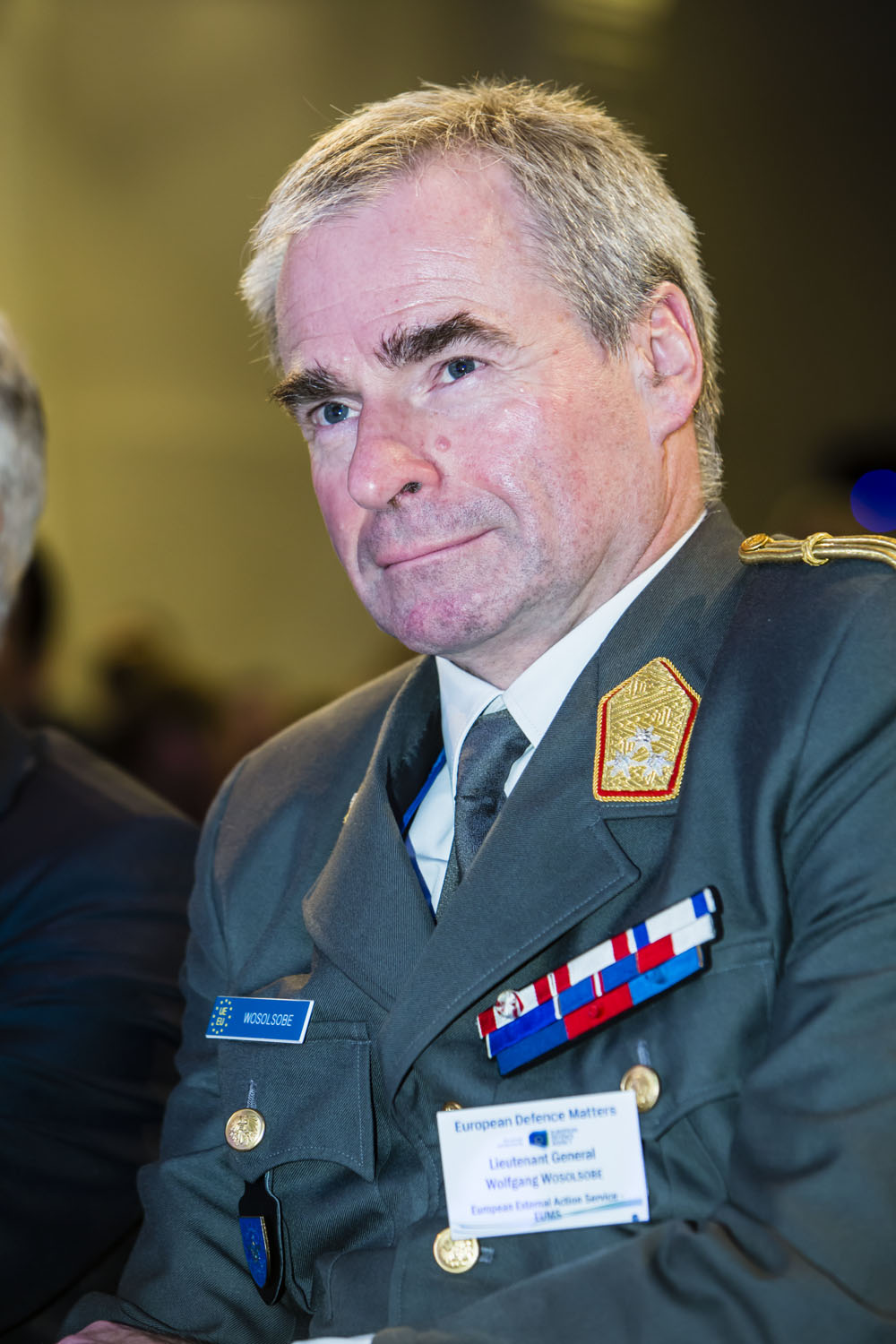
Wolfgang Wosolsobe (2014)

Wolfgang Wosolsobe (* 7. August 1955 in Wien; † 21. September 2018) war ein Generalleutnant des Österreichischen Bundesheeres. Er war von 2007 bis 2012 Leiter der österreichischen Militärvertretung in Brüssel, zuletzt im Range eines Generalleutnants und von 28. Mai 2013 bis Mai 2016 Generaldirektor des Militärstabs der Europäischen Union.

## Leben
Wolfgang Wosolsobe wurde am 7. August 1955 in Wien geboren und rückte nach seiner Reifeprüfung am Gymnasium der Stiftung Theresianische Akademie 1973 zum Bundesheer ein. Im Anschluss an seine Offiziersausbildung an der Theresianischen Militärakademie wurde er 1977 als Leutnant eingesetzt. Nach Verwendungen als Zugs- und Kompaniekommandant erhielt er ab 1980 eine Stelle als Lehrzugskommandant an der Theresianischen Militärakademie.
Nach seiner Beförderung zum Oberleutnant absolvierte Wolfgang Wosolsobe von 1982 bis 1985 an der Landesverteidigungsakademie die Generalstabsausbildung und war von 1986 bis 1987 als Hauptmann Referatsleiter in der Abteilung für Militärische Gesamtplanung im Verteidigungsministerium.
1987 nahm er als Major am französischen Generalstabskurs teil. Von 1991 bis 1992 war er als Militärberater an die österreichische UN-Mission in Genf versetzt und von 1992 bis 1997 wurde er als Oberst Verteidigungsattaché in Paris. Nach dieser Dienststellung war er Kommandant des Ausbildungszentrums Jagdkampf. 1998 erfolgte die Ernennung zum stellvertretenden Abteilungsleiter der Abteilung Militärpolitik im Verteidigungsministerium. Ein Jahr später wurde er Leiter dieser Abteilung und 2001 zum Brigadier befördert.
Ab Februar 2006 wurde Wolfgang Wosolsobe mit der Leitung der Direktion für Sicherheitspolitik im Verteidigungsministerium beauftragt. Diese Funktion übte er bis zum Februar 2007 aus. Seit 2007 war er Leiter der österreichischen Militärvertretung in Brüssel im Range eines Generalmajors.
Am 24. April 2012 wurde Wosolsobe für den Posten des Leiters des Militärstabs der Europäischen Union als Nachfolger von Ton van Osch nominiert. Die Amtszeit begann Ende Mai 2013 und endete 2016. Im März 2013 erfolgte die Beförderung zum Generalleutnant.
Wolfgang Wosolsobe verstarb am 21. September 2018.

## Sonstiges
Wolfgang Wosolsobe war verheiratet und ist Vater von vier Kindern.

## Auszeichnungen und Ehrenzeichen (Auszug)
- 1997: Goldenes Ehrenzeichen für Verdienste um die Republik Österreich
- 2004: Großes Ehrenzeichen für Verdienste um die Republik Österreich[3]
- 2006: Offizier der französischen Ehrenlegion für Verdienste um die Beziehungen zwischen Frankreich und Österreich
- Wehrdienstzeichen
- Wehrdienstmedaille